# Sunday Funday
Sunday Funday è un videogioco a piattaforme a tema cristiano sviluppato da Wisdom Tree per NES e pubblicato a fine 1995. Si tratta dell'ultimo gioco ad essere stato pubblicato per questa piattaforma in occidente. La cartuccia contiene altre due modalità oltre il gioco principale: Fish Fall e 4Him - The Ride.

## Modalità di gioco

### Sunday Funday
Il giocatore controlla uno skater in ritardo per la scuola domenicale. Egli deve attraversare una serie di aree e usare ogni oggetto che troverà (palloncini, pompelmi e giornali) per sconfiggere bulli, clown, idraulici e uomini d'affari che cercano di ostacolare il suo cammino.
Si tratta di una versione modificata di un gioco della Color Dreams, Menace Beach del 1990. Il design dei livelli è rimasto praticamente invariato. Sono stati cambiati gli sprite dei nemici, rimpiazzando i ninja con dei bulli e i lavoratori portuali con degli idraulici. L'eroe di Sunday Funday ha con sé una Bibbia. Al posto della fidanzata dell'eroe che perde gradualmente i vestiti, tra un livello e l'altro viene mostrata l'insegnante dell'eroe, completamente vestita.

### Fish Fall
Versione modificata di un altro titolo Color Dreams, il mai pubblicato Free Fall. In questo puzzle game in stile arcade si controlla una mano e bisogna afferrare al volo i pesci che cadono. Alla fine di ogni livello è possibile leggere un verso della Bibbia.

### 4Him - The Ride
Una semplice modalità karaoke, in cui è possibile cantare il brano Ride of Life della band christian pop statunitense 4Him.